# Anguilla interioris
Anguilla interioris — вид риб з родини вугрових (Anguillidae).

## Опис
Може вирости до 80 см довжини.
Кількість хребців 100—106.

## Поведінка і поширення
Ця риба живе в прісноводних, солонуватих і морських водах.
Вона поширена в Океанії (на сході Нової Гвінеї).